# Joseph Eschassériaux
Pour les articles homonymes, voir Eschassériaux.
Joseph Eschassériaux, né le 29 juillet 1753 à Corme-Royal, mort le 24 février 1824 à Thénac, est un homme politique de la Révolution française. Il est surnommé Eschassériaux l'aîné pour être différencié de son frère René Eschassériaux, lui aussi élu à la Convention nationale.

## Biographie

### Vie pré-révolutionnaire
Descendant d'une vieille famille d'échevins de Saintes, il suit des études de droit dans cette ville. En 1775 il est reçu à 22 ans comme avocat auprès du parlement de Bordeaux. En 1785 il devient président de l'élection de Maronne et occupe ce poste jusqu'à la Révolution de 1789.

### Mandats à la Législative et à la Convention
En septembre 1791, Eschassériaux, alors administrateur de la Charente-Maritime, est élu député du département, le quatrième sur onze, à l'Assemblée nationale législative. Il vote en faveur des mises en accusation de Bertrand de Molleville, ministre de la Marine, et du marquis de Lafayette.
La monarchie française s'effondre à l'issue de la journée du 10 août 1792. En septembre, Eschassériaux est réélu député de la Charente-Maritime, le troisième sur onze, à la Convention nationale. Il siège sur les bancs de la Montagne. Lors du procès de Louis XVI, il vote la mort et rejette l'appel au peuple et le sursis à l'exécution. Il est absent lors de la mise en accusation de Jean-Paul Marat. Il vote contre le rétablissement de la Commission des Douze.
À l'issue du 9 thermidor, Eschassériaux est élu membre du Comité de Salut public, sur proposition de Barère, en remplacement de Robespierre, Couthon et Saint-Just. Il sort du Comité en brumaire an III (novembre 1794), et y est réélu en vendémiaire an IV (octobre 1795).

### Le Directoire
En ce même mois d'octobre 1795 il est réélu au Conseil des Cinq-Cents par la Charente-Inférieure, ainsi que par quinze autres départements comme suppléant. Il est réélu pendant tout le Directoire et devient même secrétaire du conseil en mai 1796. Comme sous la Convention, il fournit de nombreux rapports, principalement sur des questions administratives et coloniales. Il est un des rapporteurs attitrés des affaires touchant aux troubles à Saint-Domingue. Il soutient de plus les cercles constitutionnels, les successeurs des clubs révolutionnaires, tout en se montrant très hostile au culte catholique.
En 1797 il épouse la fille du savant Gaspard Monge et de Marie-Catherine Huart, dont postérité.

### Le baron Eschassériaux
Eschassériaux se rallie avec enthousiasme au coup d'État du 18 brumaire et entre ensuite au Tribunat. Il y siège pendant sept ans et fait preuve d'une grande fidélité envers le Premier Consul devenu empereur.
En 1806 Napoléon le nomme chargé d'affaires auprès de la République du Valais, puis l'envoie comme ministre plénipotentiaire dans la Principauté de Lucques et Piombino jusqu'en 1809. Ses services sont récompensés par la Légion d'honneur puis par le titre de baron d'Empire en 1810.
Revenu de Lucques, il se consacre à l'écriture de textes historiques. En 1814 il se retire à Saintes et signe l'année suivante l'Acte additionnel lors des Cent-Jours.

### Exil et retraite
En 1816 la Restauration l'exile comme régicide. Il doit s'enfuir à Courtrai puis à Huy. Toutefois, après seulement trois ans d'exil, il obtient de Louis XVIII l'autorisation de rentrer en France.
Le baron Eschassériaux se retire dans sa propriété à Thénac et y meurt en 1824 à l'âge de soixante-dix ans.
Il épouse Louise Monge, fille de Gaspard Monge. Leur fils Camille Eschassériaux est député sous la Monarchie de Juillet, reprenant le siège de son oncle René.

## Source
- « Joseph Eschassériaux », dans Adolphe Robert et Gaston Cougny, Dictionnaire des parlementaires français, Edgar Bourloton, 1889-1891 [détail de l’édition]
- Vicomte Révérend, Armorial du premier empire, tome 2, Honoré Champion, libraire, Paris, 1897, p. 134.